# Такэда-рю Накамура-ха Айкидо
Такэда-рю Накамура-ха Айкидо (яп. 武田流中村派合気道 Такэдарю: Накамураха Айкидо:) — японская боевая техника, являющаяся последователем школы Такэда-рю Айки-но дзюцу. Школу образовал ути-дэси 43-го сокэ Итио Обы (яп. 大庭一翁 О:ба Итио:) школы Такэда-рю Айки-но дзюцу, Хисаси Накамура (яп. 中村久 Накамура Хисаси), в месте Курода на острове Кюсю.
Данная школа не является ответвлением школы Айкидо, созданной Морихэем Уэсибой.
Отличительной особенностью являются удары ребром кисти «Хи-но ути (яп. 秘之打ち Хиноути)», используемые в соревнованиях.
Школа Такэда-рю Накамура-ха помимо айкидо также в себя включает такие виды, как стрельбу из лука верхом, иайдо, дзё-дзюцу, кэн-дзюцу. По всем ним проводятся соревнования.